# Listă de copii supradotați
Aceasta este o listă a unor copii minune, celebri prin capacitățile lor comparabile cu cele ale adulților.

## Științe și artă

### Pictură
- Antonio Rotta (1828 – 1903) a fost un pictor italian. La opt ani a început să picteze portrete pe pergament alimentar cu cărbune, portrete ale familiei pentru care a lucrat ca ucenic, fiind orfan, cu un stil și o calitate a picturii incredibile, devenind unul dintre pictorii italieni importanți ai secolului al XIX-lea.

### Matematică
- Juan Caramuel y Lobkowitz (1606 - 1682), filozof scolastic spaniol. Încă de mic a dovedit reale înclinații spre matematică și a întocmit tabele astronomice.
- Jacob Barnett (n. 1998), diagnosticat cu autism și despre care se spune că are un IQ superior celui lui Einstein.[1]

La 8 ani frecventa cursuri universitare, la 13 ani publică cercetări asupra Big Bang-ului și Teoriei relativității restrânse. La 14 ani se pregătește pentru un doctorat în mecanica cuantică. Este considerat un posibil candidat la Premiul Nobel.

## Copii supradotați din România
- Alexandra Abrudan
- Adrian Radu Andrași
- Bianca Laura Stan
- Larisa Ciortan
- Doru Ciutacu
- Petruț Cobârzan
- Nadia Comăneci
- Diana Alexandra Dragu
- Diana Gache
- Alin Galatan
- Mircea-Ștefan Gogoncea
- Ibolya Edit Gyenge
- Iulia Hasdeu
- Iulia Ioana Huiduc
- Monica Hurdubei
- Ștefania Ligia Jianu
- Ana Maria Limban
- Ștefan Lucuț
- Radu Marin
- Tudor Adrian Micu
- Maia Ștefana Oprea
- Elena Mădălina Perșu
- Ana-Cristina Silvestru

- Georgiana Stambulițchi
- Andrei Șerban
- Giuliano Isa Zamolo. Multiplu campion national wushu, Medalia de bronz la Mondiale in 2012
- Mara Roxana Zimbler
- Theodor Ghincea
- Matei Grama
- Vlad Mititelu
- Luca-Andrei Glăvan